# Marele incendiu din Roma

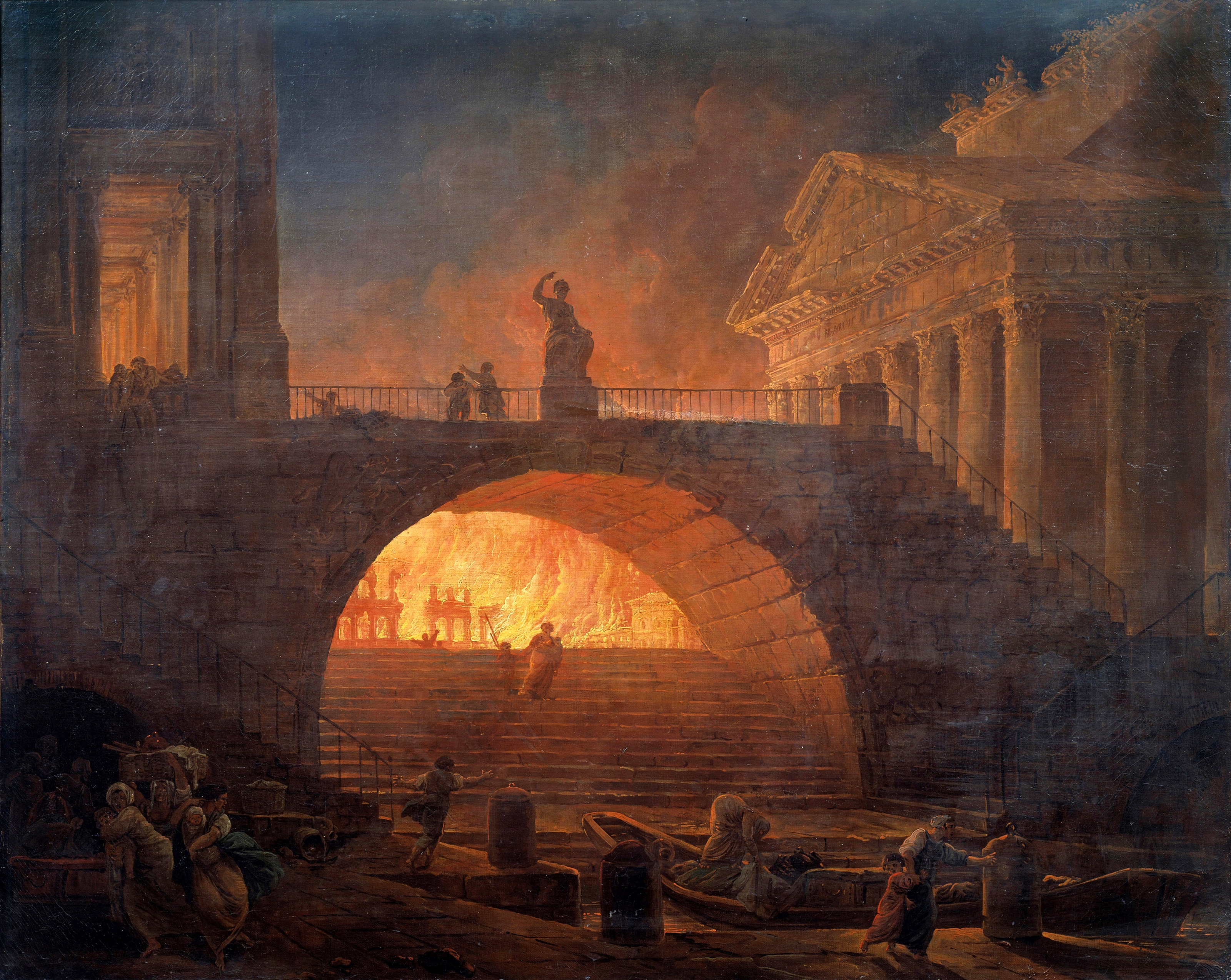
Marele incendiu din Roma (autor: Hubert Robert, 1733–1808), Musée des Beaux Arts André Malraux, Le Havre, Franța

Marele incendiu din Roma a lovit orașul Roma sub domnia împăratului Nero.
Incendiul a izbucnit în noaptea de 18 iulie 64 (ante diem XV Kalendas Augustas, anno DCCCXVII  a.U.c.), în zona Circus Maximus și a făcut ravagii timp de șase zile și șase nopți, propagându-se practic în întregul oraș.

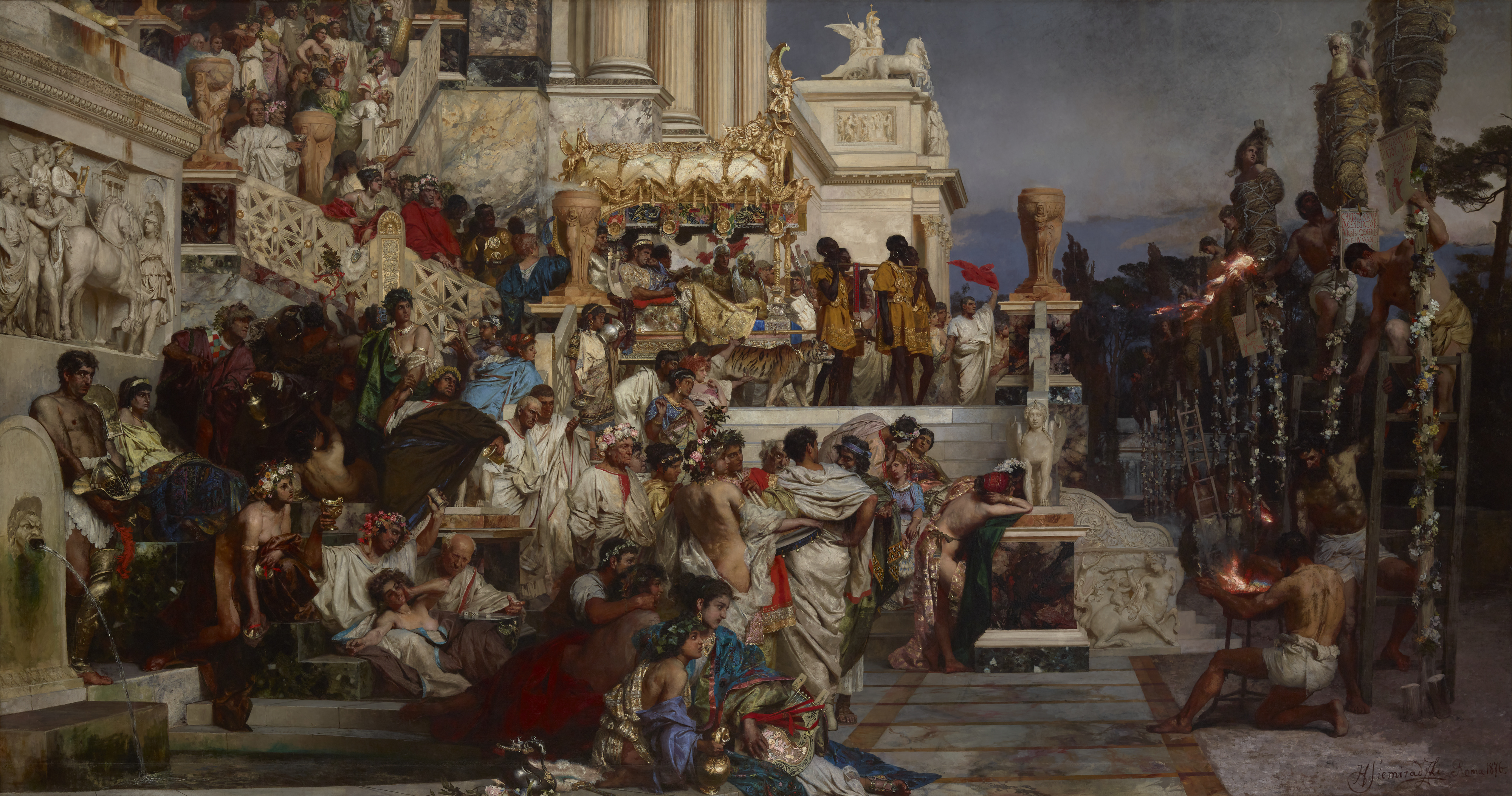
Torțele lui Nero, Henryk Siemiradzki, 1876, muzeul din Cracovia

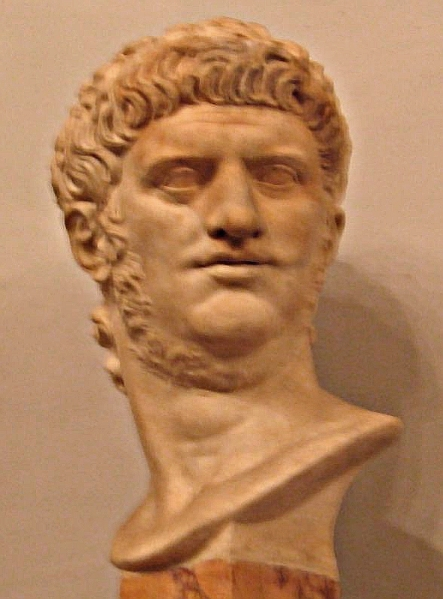
Bustul lui Nero, Muzeul Capitoliului, Roma

Trei din cele paisprezece cartiere ale Romei, care constituiau orașul (al III-lea, numit Isis et Serapis, acum Oppius, al IX-lea, Circus Maximus și al X-lea, mons Palatium) au fost distruse complet, în timp ce în alte șapte cartiere, pagubele au fost limitate. Morții s-au numărat cu miile, iar cei rămași fără adăpost au fost într-un număr de circa două sute de mii. Numeroase edificii publice și monumente, precum și vreo 4.000 de insulae și 132 domus au fost distruse. 

## Context
În momentul incendiului, Roma, aproape de apogeu, era una din cele mai importante metropole ale Antichității. Număra circa 800.000 de locuitori.
În acea epocă, incendiile se declanșau la Roma, ca și în majoritatea marilor orașe, cu o oarecare frecvență. Acest fapt era favorizat de caracteristicile de construcție ale edificiilor antice, realizate, în mare parte, din elemente de lemn (plafoane, balcoane etc.), și care, cele mai multe dintre ele, utilizau brasero pentru iluminare, pregătirea mâncării și pentru încălzire. Căile de circulație erau strâmte, sinuoase, iar faptul că imobilele de locuit (insulae) erau lipite între ele, ușura propagarea flăcărilor.
Lupta contra incendiilor era asigurată la Roma de un corp de intervenții constituit din șapte cohorte de vigili (Vigiles urbani), care se ocupau și de asigurarea ordinii publice. Cohortele de vigili erau răspândite, cu cazărmi și corpuri de gardă (excubitoria), în fiecare din cele paisprezece regiuni / cartiere auguste. Lupta contra incendiilor, în pofida acestei organizări, era îngreunată de strâmtimea spațiilor de manevră și de dificultatea aducerii apei acolo unde era necesară.